# Aquí no paga nadie
Aquí no paga nadie (Non si paga, non si paga!) es una obra de teatro de 1974 escrita por el dramaturgo italiano y Premio Nobel de Literatura Dario Fo, Franca Rame y Jacopo Fo.

## Argumento
La obra se centra en las dificultades de dos amas de casa humildes, Antonia y Margherita, para llegar a fin de mes en una coyuntura de inflación descontrolada. Cansadas de la situación, deciden rebelarse contra el sistema desvalijando un supermercado del que se llevan sin pagar todas las mercancías de las que son capaces. Una vez en casa se plantean qué hacer con el botín, con temor a la reacción de Giovanni, el marido de Antonia, un acomodado miembro del Partido Comunista Italiano. Finalmente, Antonia trata de persuadir a su marido para que también él se rebele contra la autoridad.

## Representaciones destacadas
- Palazzina Liberty, de Milán, el 3 de octubre de 1974.
  - Intérpretes: Ennio Fantastichini, Piero Sciotto (Luigi).

- Teatro Lara, de Madrid, en 1983.[4]
  - Dirección: José Carlos Plaza.
  - Traducción: Carla Matteini.
  - Intérpretes: Esperanza Roy, Maite Blasco, Nicolás Dueñas, Ángel de Andrés López, Alberto de Miguel.

- Teatro Infanta Isabel, de Madrid, en el 2005.[5]
  - Dirección: Pere Esteve.
  - Intérpretes: Silvia Marsó (Antonia), Jordi Rebellón (Juan), Lluvia Rojo (Margarita), Fran Sariego (Luis), Ángel Pardo.

- Teatro Infanta Isabel, en el 2012 (con el título de ¡Sin paga, nadie paga!)[6]
  - Intérpretes: Pablo Carbonell (Juan), María Isasi, Marina San José, Israel Frías y Carlos Heredia.